# Swedfund
Swedfund International AB är ett svensk statligt företag, som bildades som en stiftelse 1979 som en del av det svenska biståndet. Swedfunds syfte är att bidra till målet för Sveriges politik för global utveckling beträffande näringslivsutveckling. Investeringar har skett i länder som enligt OECD/DAC:s definition kvalificerar sig för utvecklingsfinansiering, samt efter Sovjetunionens sammanbrott i Östeuropa, framför allt i Baltikum.
Swedfund sorterade ursprungligen under Utrikesdepartementet och senare under Näringsdepartementet. Verksamheten finansieras genom kapitaltillskott från biståndsbudgeten.
Swedfund hade 2024 cirka 100 anställda. Huvudkontoret ligger i Stockholm. Under en period från 1999 fanns ett lokalkontor i Harare i Zimbabwe. Ett nytt regionalkontor för Afrika öppnades 2007 i Nairobi i Kenya. Under 2024 öppnades ytterligare ett regionkontor i Abidjan, Elfenbenskusten samt ett lokalkontor i Kiev, Ukraina. 
Swedfund är idag framför allt inriktat på Afrika söder om Sahara, men investerar också genom aktier och lån till länder i Asien.
Swedfund var en rörelsedrivande stiftelse mellan 1979 och 1991, omvandlades till aktiebolaget Swedfund International AB, administrerat av biståndsmyndigheten SwedeCorp 1991~1995, och har sedan 1995 drivits som ett rörelsedrivande aktiebolag.

## Chefer
- Sven Öhlund 1979–1987
- Lars Ekengren (född 1939) 1987–1995
- Olov (Olle) Arefalk (född 1945) 1995–2005
- Björn Blomberg (född 1948) 2005–2011
- Anders Craft (född 1959, tjänsteförrättande) januari 2012-augusti 2013
- Anna Ryott (född 1970) augusti 2013–augusti 2017
- Maria Håkansson (född 1970) mars 2018–